# Chnumhotep a Nianchchnum

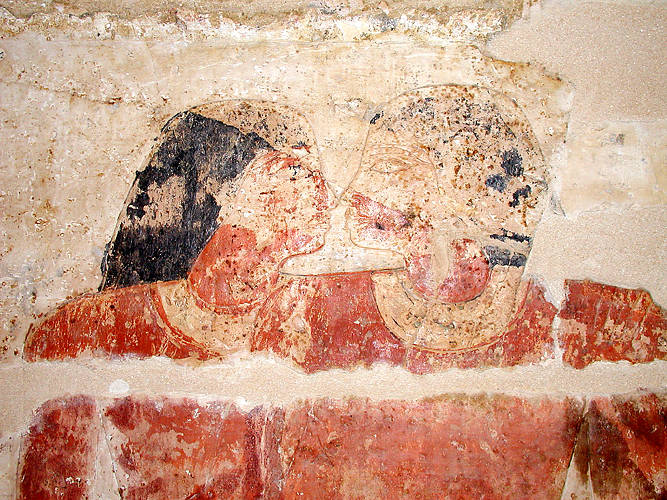
Chnumhotep a Nianchchnum

Chnumhotep (ẖnmw-ḥtp.w) a Nianchchnum (nj-ˁnḫ-ẖnmw) byli staroegyptští královští služebníci. Oba nosili titul „Dozorce manikérů“ za krále Niuserrea nebo Menkauhora, šestého faraona 5. dynastie. Byli spolu pohřbeni v Sakkáře. Možná byli nejstarším zaznamenaným homosexuálním párem.

## Rodina
Mnoho egyptologů věří, že Chnumhotep a Nianchchnum byli prvním zaznamenaným homosexuálním párem ve starověké historii. Toto je založeno na vyobrazení těchto mužů, jak se v intimních polohách objímají a dotýkají nosy. Nianchchnumova žena byla ve starověku téměř úplně vymazána a na zbylých vyobrazeních zaujímá Chnumhotep místo, které bylo obvyklé pro manželku. Jsou ale i další teorie, že byli spíše bratry (možná i siamskými dvojčaty).
Oba muži měli manželky a děti. Chnumhotepova manželka se jmenovala Chenut. Tito dva měli nejméně pět synů jménem Ptahšepses, Ptahneferkhu, Kaizebi, Chnumheswef a Nianchchnum mladší a dceru jménem Rewedzawes. 

## Kariéra
Egyptské záznamy je označují za dozorce královských manikérů, ale mohli mít i mnohé další tituly.

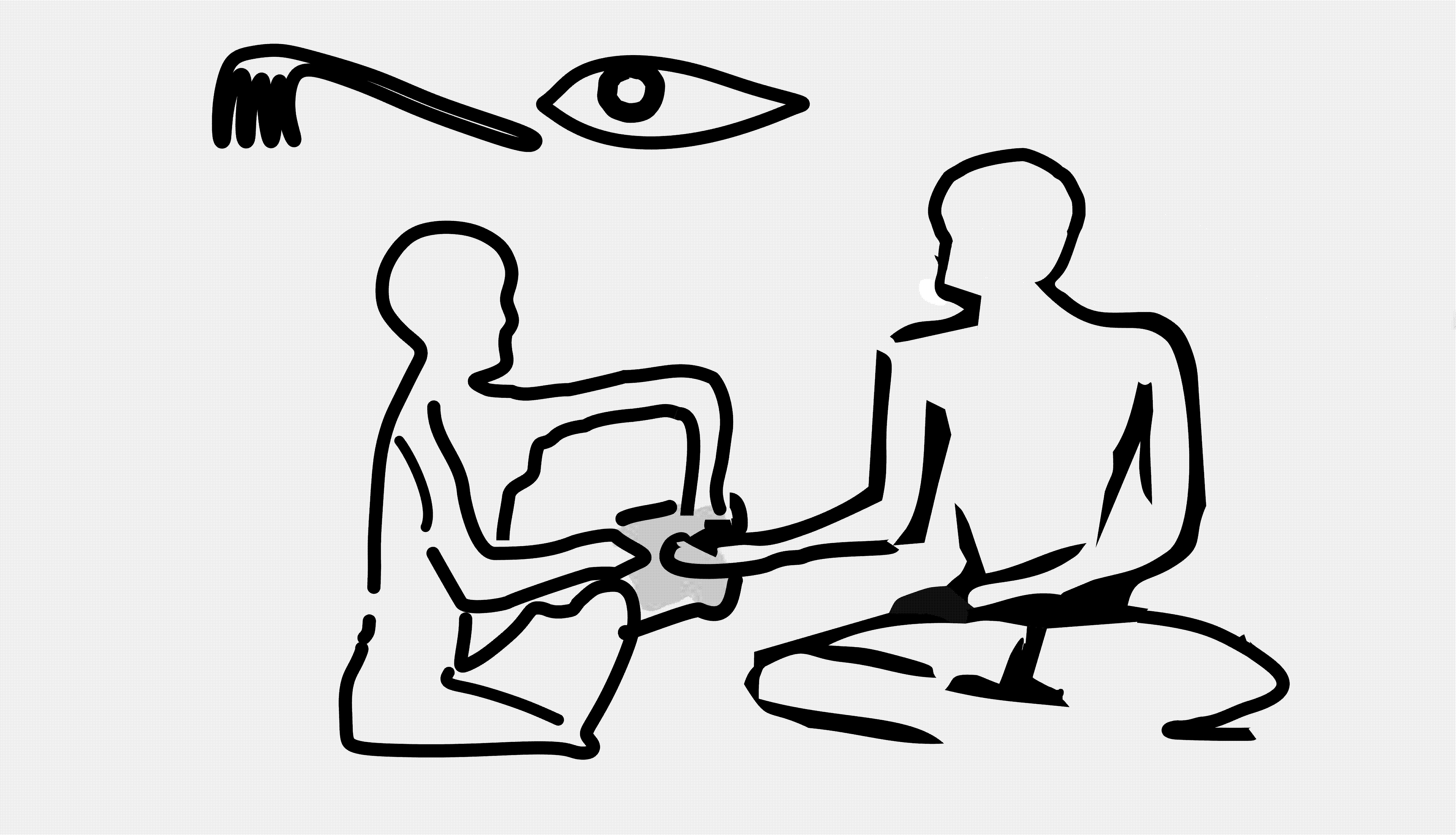
Manikér v práci, 5. dynastie (rekonstrukce)

## Hrobka

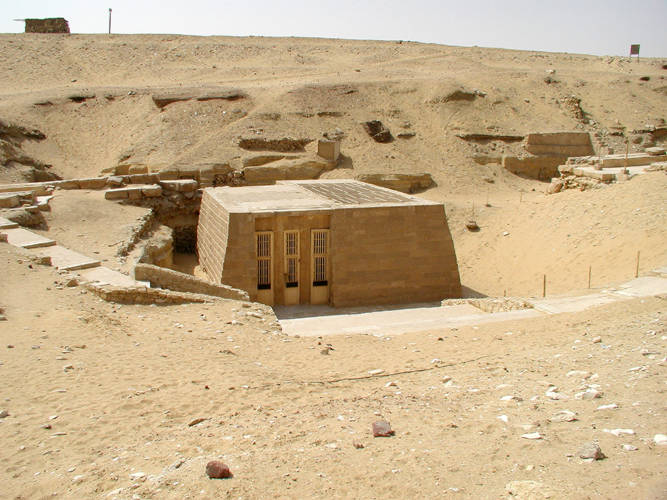
Mastaba Chnumhotepa a Nianchchnuma

Hrobka Chnumhotepa a Nianchchnuma byla objevena egyptologem Ahmedem Moussa v Sakkáře roku 1964 při vykopávkách vzestupné cesty Venisovy pyramidy.:98 Obě jejich jména obsahují boha Chnuma, což naznačuje jejich blízký vztah. Jméno Chnumhotepa (ẖnmw-ḥtp.w) znamená „Chnum je spokojen“ a Nianchnumovo jméno (nj-ˁnḫ-ẖnmw) znamená „Život patří Chnumovi“ Uvnitř hrobky nebyly objeveny žádné lidské ostatky.:644

Falešné dveře Nianchchnuma a Chnumhotepa

Na jedné scéně jsou zobrazeni oba muži a jejich děti. Jejich manželky se v této scéně neobjevují. Nianchchnum má 3 syny a 3 dcery, Chnumhotep 5 synů a 1 dceru, z nichž někteří mohli býti adoptováni nebo počati jinou manželkou nebo milenkou. Všechny děti jsou kromě Nianchchnumova nejmladšího syna, který je zobrazen nahý s loknou dětství, zobrazeny dospělé.:38
Délka života a okolnosti smrti majitelů hrobky nejsou známy. Vápencové sarkofágy v mastabě byly vyrabovány. Je možné, že Chnumhotep zemřel první a Nianchchnum dokončil výzdobu hrobky. Tento závěr byl vyvozen z Chnumhotepovo epitetonu jmȝḫ, stylu vousů a absence jeho manželky na jedné ze scén, zatímco ta Nianchchnumova zde byla.:ch.5 at n.92 Na další scéně jsou vyobrazeni Nianchchnumovi rodiče, ale Chnumhotepovi nikoliv, což může podpořit teorii, že Niachchnum výzdobu hrobky dokončil.

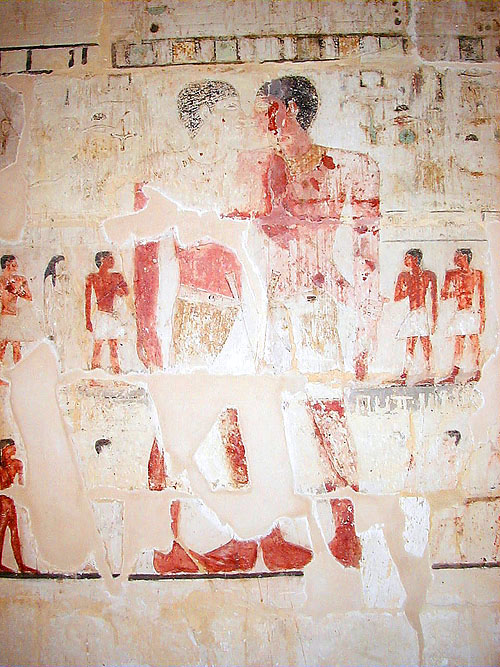
Nianchchnum (vlevo) a Chnumhotep (vpravo) doprovázeni svými potomky
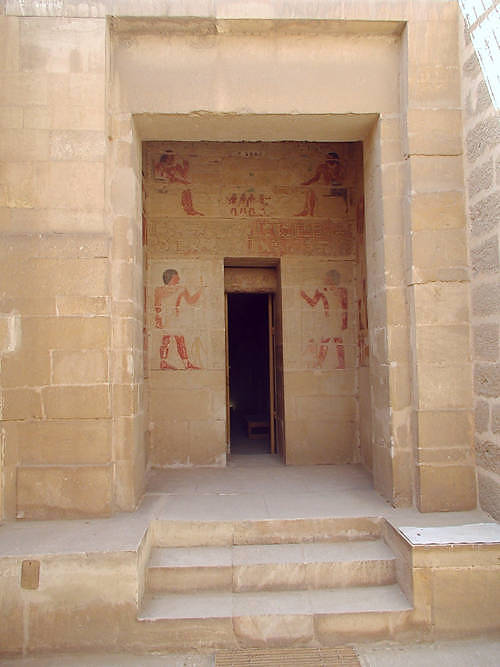
Vchod do jejich mastaby